# Mathilde Kralik
Mathilde Aloisia Kralik von Meyrswalden, née le 3 décembre 1857 à Linz et morte le 8 mars 1944 à Vienne, est une pianiste et compositrice autrichienne. Elle est la sœur du poète et philosophe Richard von Kralik (de), dont beaucoup d'œuvres musicales de la musicienne utilisent les textes.

## Biographie
Mathilde Kralik, née à Linz, est la fille de l'industriel verrier de Bohême Wilhelm Kralik von Meyrswalden (1807-1877) d'Eleonorenhain. Après le décès de sa première femme, Anna Maria Pinhak (1814-1850), il épouse Louise Lobmeyr (1832-1905) le 28 mai 1851. Mathilde est la quatrième de cinq enfants de son deuxième mariage avec Louise née Lobmeyr. Son frère est Richard Kralik von Meyrswalden, poète philosophe, historien et administrateur des arts.
Les premières compositions de Mathilde Kralik sont des poèmes lyriques et des hymnes inspirés des œuvres de son frère. La famille est mélomane. Son père, William, joue du violon et sa mère, Louise, joue du piano. De cette manière les enfants, doués en musique, ont non seulement appris la musique de chambre classique, mais également les œuvres pour orchestre à cordes de Haydn, Mozart et Beethoven. Très tôt les parents ont reconnu les dons musicaux de leur fille et la situation financière de son père a permis à Mathilde d'avoir les meilleurs professeurs de musique de son époque.
Elle prend des leçons de piano auprès de sa mère et elle est plus tard l'élève en composition d'Anton Bruckner (1877–1879), Franz Krenn et Julius Epstein. Elle réussit l'examen d'entrée de 1876 au conservatoire de la Société des amis de la musique et étudie au conservatoire de 1876 à 1878. Elle remporte le deuxième prix pour son Scherzo pour quintette de piano et le premier prix pour sa thèse, Intermezzo from a Suite (« Intermezzo d'une suite »). Mathilde Kralik est diplômée du conservatoire avec un diplôme en composition et la médaille d'argent de la société.

## Carrière
Les œuvres de Mathilde Kralik sont devenues populaires en Autriche. Le 19 avril 1894 et le 19 avril 1895, ses compositions sont interprétées dans la Brahms-Saal de la Musikverein. Au cours de la saison 1989-1899, le Quartet Duesberg joue son Trio pour piano en fa majeur, composé en 1880. Le 12 janvier 1900, Josef Venantius von Wöss organise un concert dans la grande salle du Musikverein, où Mathilde Kralik livre Le Baptême du Christ d'après un poème du pape Léon XIII. Sa cantate de Noël pour soliste, chœur et orchestre a également été produite en scène. Le 20 mars 1908 à la Brahms-Saal, un concert comprenait quatre Lieder et des airs de son opéra Blume und Weissblume.
Mathilde Kralik était présidente honoraire de l’association des femmes choristes de Vienne et membre de la communauté Bach de Vienne, de l’association des compositeurs autrichiens, de l'association des écrivains, artistes et musiciens viennois.
En octobre 1905, sa mère, Louise, meurt à l’âge de 74 ans. La mort de celle-ci affecte Kralik et son travail stagne pendant six mois. À partir de 1912, elle vit seule dans le domicile familial jusqu’à ce qu'elle prenne un appartement à Vienne avec le Dr Alice Scarlat (1882-1959).
Son opéra Blume und Weissblume est présenté en 1910 à Hagen, en Westphalie et en 1912, à Bielsko. Il devient populaire non seulement pour ces deux représentations, mais également pour la couverture sensationnaliste dans la presse. L’ancien capucin Nicasius Schusser a écrit un opéra, Quo Vadis, dans lequel il plagie 52 pages note à note l’opéra de Mathilde Kralik. Celle-ci répond dans la presse, mais renonce à intenter une action en justice contre Schusser. Après la Première Guerre mondiale, sa popularité décroît. Mathilde Kralik meurt le 8 mars 1944 à Vienne.

## Œuvres (sélection)

### Œuvres vocales
Chant avec accompagnement instrumental
- Sentiment d'automne, texte de JW von Goethe, 1892
- Fantasia en mi mineur (voix, piano, violon), texte de Kurt Erich Rotter sur les rêves en voie de disparition, 1928

Chant avec piano
- Litanies de Lorette, paroles de son frère Richard, 1898
- Le Chapelet, paroles de son frère Richard, 1898
- Le Pont d'amour, ballade, paroles de son frère Richard, 1896
- Chanson de l'impératrice Zita, texte de Heinrich Ritter Turzansky, 1918
- Vivat Austria, texte de Josef von Eichendorff, 1908
- Chant du dragon, texte de Theodor Lehnstorff, 1914

Opéras
- Blume und Weissblume, jeu de fées en trois actes. Texte de son frère Richard, d'après le livre populaire et Flos Blankenflos. Représentations le 13 octobre 1910 au théâtre municipal de Hagen / Westphalie et le 29 octobre 1912 à Bielsko-Biala en Silésie.
- Unter der Linde, opéra lyrique en un acte avec le texte de son frère Richard. L'opéra est resté non exécuté.
- Der heilige Gral (Le Saint Graal), musique pour poésie dramatique de son frère Richard en trois actes. Première 1912

Oratorios
- Pfingsfeier, oratorio liturgique. Texte PW. Schmidt 1925/1926
- Saint Léopold, avec un texte de son frère Richard. Première à Klosterneuburg, Stiftskeller Hall le 10 décembre 1933

Musique vocale (a cappella)
- L'esprit d'amour, texte de Nathalie duchesse d'Oldenburg, 1903
- Le printemps arrive, musique et texte Mathilde
- Mme Nightingale, 1931

Cantate
- Volkers watch (la montre sur le Danube), Festgesang, solistes et chœur avec texte de son frère Richard 1907/1908

Mélodrames (voix parlée et piano)
- Luke, le médecin, avec le texte de son frère Richard, 1895
- Prinzesslein in Vierblattklee, texte de E. Reimer-Ironside, juin 1912
- Marche de la mort de Jeanne d'Arc, texte d'Alice Baronne von Gaudy, 1920

Spectacles (offrandes, etc.)
- Messe en si bémol majeur (introit, graduel, offertoire, communion), 1903
- Ave Maria, 4 voix de femme, 1936
- Un monde ensoleillé et ensoleillé, (SATB & cong., Choeur SSolo, Piano) Texte: FW Weber

### Orchestre et concerto
- Fest-Ouverture en sol majeur, janvier 1897
- "Hymnische" Symphonie in F, 1903, (rev.1942)
- Fest-Ouverture Charlemagne à Vienne en juin 1906
- Concerto pour violon en ré mineur (premier mouvement en 1937, deuxième mouvement en décembre 1936)

### Musique de chambre
- Sonate (violon et piano), 1878
- Trio (piano, violon et violoncelle), 1880
- Fantaisie (piano, violoncelle), janvier 1929
- Sonnet (clarinette, basson, cor) 1912
- Danses allemandes des provinces de l'est (deux clarinettes, violoncelle, alto) 1943

### Claviers
Piano
- Ronde en janvier, 1882
- Sonate pour piano en fa mineur (premier mouvement, quasi Rhapsody), 1895
- Prélude, Passacaglia et Fugato
- Polonaise
- Schubert Hommage, mars 1928

Orgue
- Interlude
- Festival, mars 1907
- Offertoire en mi bémol majeur, 1907